# Брілліант Дора Володимирівна
Дора Володимирівна (Вульфівна) Брілліант (нар. 1879, Херсон, Російська імперія — пом. 1909, Санкт-Петербург, Російська імперія) — російська революціонерка, член партії соціалістів-революціонерів (есерів) і їх бойової організації, учасниця організації замахів на міністра внутрішніх справ В'ячеслава Плеве і великого князя Сергія Олександровича.

## Біографія
Дора Брілліант народилася в 1879 році в Херсоні в родині єврея-торговця. Навчалася на акушерських курсах. В партію соціалістів-революціонерів Брілліант вступила в 1902 році. За деякими даними, перебувала в близьких відносинах з членом бойової організації партії Олексієм Покотиловим (зокрема, це описано в книзі Романа Гуля «Азеф» і у спогадах Савінкова). Незабаром після вступу в партію Дора Брілліант стала членом бойової організації есерів, очолюваної Борисом Савінковим.
|  | ...Вона з головою поринула в місцеві комітетські справи, і кімната її була заповнена товаришами, які щохвилини приходили та йшли у конспіративних справах. Маленького зросту, з чорним волоссям і величезними, теж чорними, очима. Дора Брілліант з першої ж зустрічі здалася мені людиною, фанатично відданою революції. Вона давно мріяла змінити рід своєї діяльності і з комітетської роботи перейти на бойову. Всю її поведінку, яка відчувалася в кожному слові бажання працювати в терорі переконали мене, що в її особі організація отримає цінного і відданого працівника… |

## Участь у бойовій організації
З початку 1904 року Дора Брілліант працювала в динамітній майстерні, облаштованій есерами під Женевою. Брала безпосередню участь у виготовленні вибухових пристроїв, якими були скоєні вбивства Плеве і великого князя Сергія Олександровича. Борис Савінков відібрав її для участі в замаху на міністра внутрішніх справ Російської Імперії В'ячеслава Плеве. За сценарієм, запропонованим Євно Азефом, Савінков мав грати роль багатого представника фірми з виробництва велосипедів. Він прибув з Англії, і зняти квартиру в Санкт-Петербурзі. Дора Брілліант грала роль коханки цього представника, колишньої співачки із шинку. За спогадами Савінкова, господиня будинку, де вони зупинилися, неодноразово пропонувала Брілліант піти від Савінкова на інше місце, і навіть пропонувала різні варіанти.
|  | …Вона жаліла Дору, питала її, скільки грошей я поклав на її ім'я в банк, і дивувалася, що не бачить на ній коштовностей. Дора відповідала, що вона живе зі мною не заради грошей, а через кохання. Такі візити були досить частими… |

 
Савінков описував у своїх спогадах Дору Брілліант як «мовчазну, скромну і сором'язливу, яка жила лише своєю вірою в терор». Визнаючи необхідність політичних вбивств, вона, в той же час, побоювалася їх. Але перед кожною акцією бойовою організацією вона просила дозволити їй кидати бомбу. За словами Савінкова, «…терор для неї, як і для Каляєва, здавався, насамперед, тією жертвою, яку приносить терорист…». Також за спогадами її знайомих, вона рідко сміялася. За версією Савінкова, такий відбиток на її характер наклала смерть її товариша Олексія Покотилова.
Після вбивства Плеве, за спогадами Савінкова, Дору Брілліант мучили докори совісті, також як і після вбивства великого князя Сергія Олександровича в лютому 1905 року. Наприкінці того ж року під час облави вона була арештована в таємній хімічної лабораторії есерів у Санкт-Петербурзі. За участь у замахах Дора Брілліант була засуджена до позбавлення волі і ув'язнена в Петропавловську фортецю. Там вона збожеволіла й померла в жовтні 1909 року.

## Кіновтілення
Ірина Апексімова в ролі Дори Брілліант у телесеріалі «Імперія під ударом».
Ксенія Раппопорт в ролі Ерни Бронштейн, прототипом якої стала Дора Брілліант, у фільмі «Вершник на ім'я Смерть».